# Gare d’Erstein
Gare d’Erstein vasútállomás Franciaországban, Erstein településen.

## Vasútvonalak
Az állomást az alábbi vasútvonalak érintik:
- Strasbourg–Bázel-vasútvonal

## Kapcsolódó állomások
A vasútállomáshoz az alábbi állomások vannak a legközelebb:
- Gare de Matzenheim (Gare de Sélestat)
- Gare de Limersheim (Gare de Saverne)